# Clementina Gilly

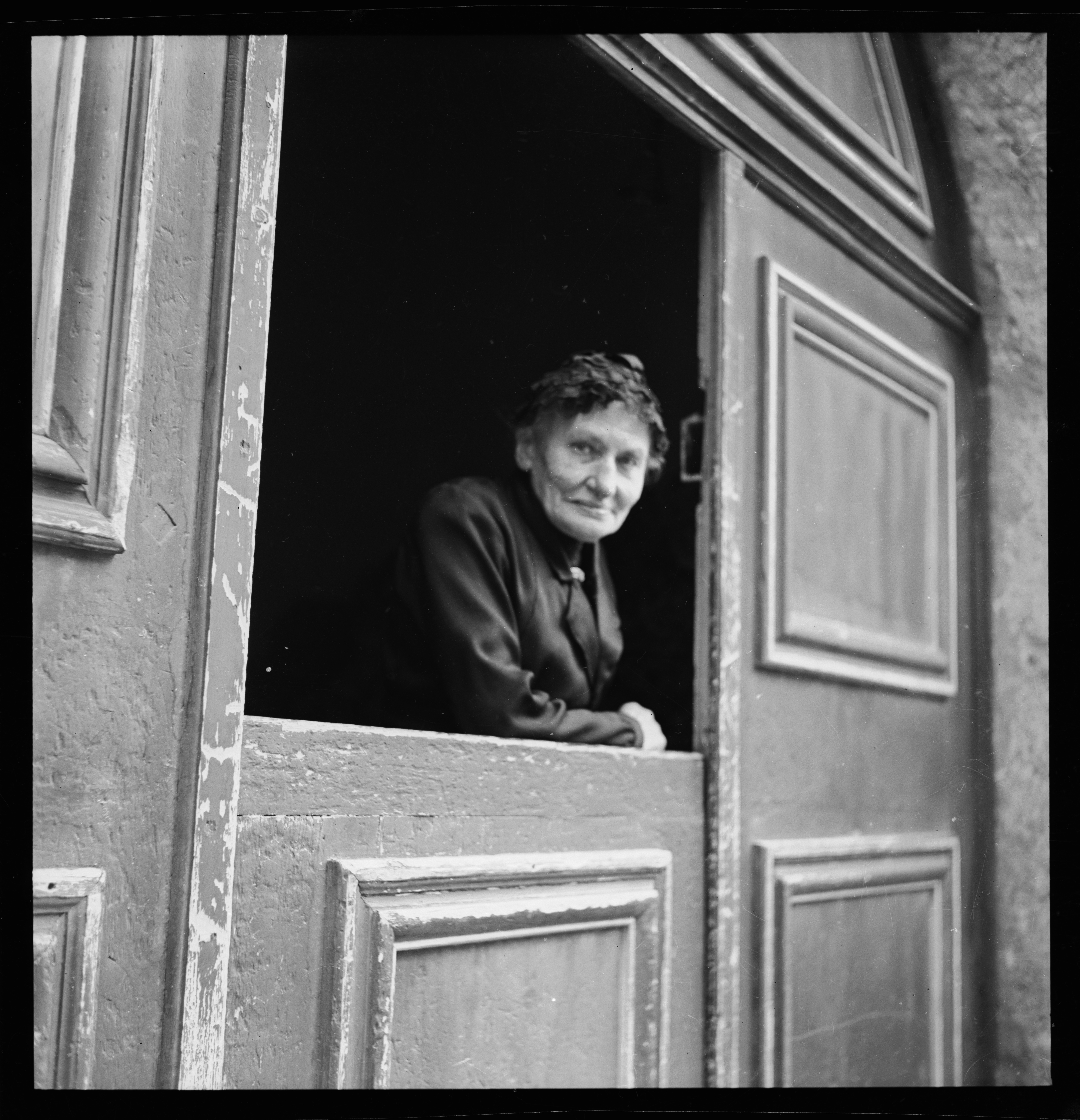
Clementina Gilly a Zuoz nel 1936.

Clementina Gilly (Modena, 26 aprile 1858 – Zuoz, 21 novembre 1942) è stata una scrittrice, poetessa e traduttrice svizzera nata in Italia da una famiglia di randulins, emigranti di lingua romancia del Canton Grigioni.

## Biografia
Ha lavorato con lo pseudonimo Clio, anche come traduttrice dall'italiano, francese, tedesco e inglese nella variante romancia Putèr e ha collaborato con il linguista Anton Velleman nella pubblicazione della grammatica dell'Alta Engadina e del Ladinischen Notwörterbuch (cioè dizionario breve) con gli equivalenti tedesco, francese e inglese, la sua vita è stata dedicata allo sviluppo culturale della lingua romancia.

### Famiglia e giovinezza
Figlia di Ambrosio Gilly e Maria Planta, Clementina, è nata il 26 aprile 1858 a Modena. La famiglia Gilly aveva degli affari a Modona, ma aveva una grande casa a Zuoz. La casa in stile italiano, progettata come un grande magazzino, è stata di proprietà della famiglia Gilly dal XVIII secolo.
Clementina è cresciuto con i suoi fratelli maggiori, Rudolf (1852-1926) e Alfonso (1853-1930), e le sorelle minori, Anna Ambrosina (1865-1921) e Vittorina (1872-1939), a Modena e Zuoz. Da adolescente, Clementina ha frequentato un collegio femminile a Padova, dove ha imparato le lingue e ha ricevuto un'ottima formazione.
Dal 1875 Clementina Gilly visse di nuovo a Zuoz, dove lavorò come impiegata postale. Era una cantante artisticamente dotata, cantava nel coro femminile e suonava nel teatro del villaggio. Inoltre ha ricamato il rivestimento per dodici sedie con diversi motivi floreali. Ma la sua passione per l'arte e la letteratura la portò a diventare una poetessa e una scrittrice.

### Opere letterarie

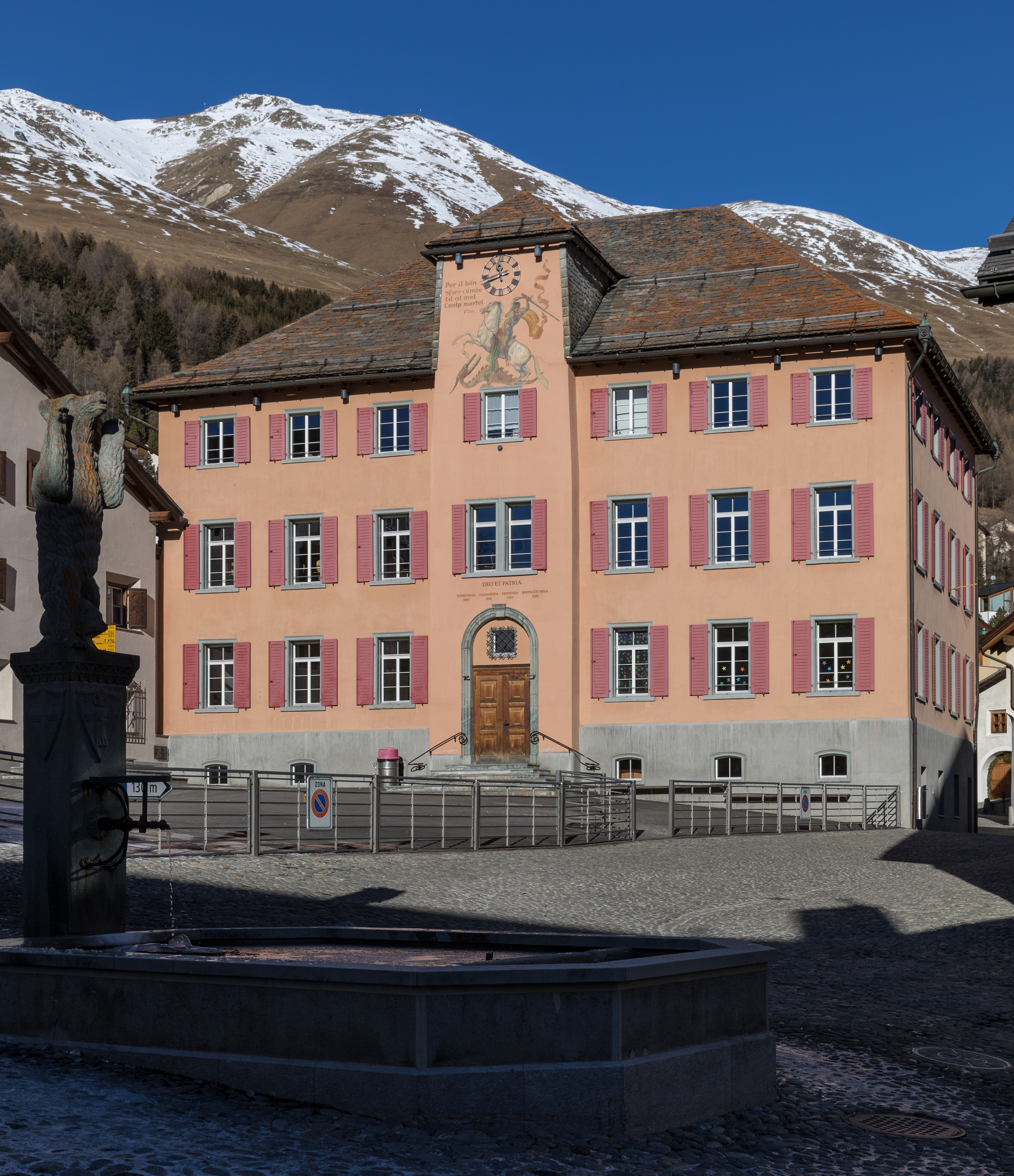
L'edificio scolastico di Zuoz con l'immagine di San Giorgio e con la frase della poesia di Clementina Gilly "Clio".

Clementina ha lavorato anche nell'editoria e ha pubblicato riviste e annuari. Grazie alle sue ampie competenze linguistiche, è diventata un'importante mediatore della letteratura lirica, narrativa ma anche drammatica. Nel 1909 ha tradotto testi dal tedesco, italiano, francese e inglese in dialetto romancio Putèr, come poesie, opere teatrali, romanzi e racconti degli scrittori Heinrich Federer, Theodor Storm, Jeremias Gotthelf, Conrad Ferdinand Meyer e Francesco Chiesa e "Wilhelm Tell" di Friedrich Schiller (1940) e "Nicolas de Flüe" (1940) di Denis de Rougemont.
Le sue numerose poesie sono apparse in riviste come il "Fogl d'Engiadina" e "Chalender Laden" sotto lo pseudonimo di Clio. Ha pubblicato le sue poesie nel 1926 come una raccolta sotto il titolo "Fruonzla". Nel 1930 ebbe un premio dalla Fondazione Schiller per "Fruonzla" e ebbe un tributo nel 1938.
Sulla facciata dell'edificio scolastico di Zuoz, sotto al dipinto di San Giorgio è presente una frase tratta dalla poesia "Leitvers" di Clementina Gilly: "Per il bön, sforz cumön ed al mêl, cuolp mortêl" (Per il bene, sforzo comune e al male, per sconfiggerlo).
Wieser scrive in Zuoz: Geschichte und Gegenwart ("Zuoz: Passato e Presente"): "Un ponte verso la Seconda guerra mondiale è il lavoro silenzioso di Clementina Gilly (1858-1942). (...) Oltre ad una lirica contenuta sotto lo pseudonimo Clio, ha tradotto numerosi romanzi e racconti in Alta Engadina.".

### Promozione della lingua romancia
Clementina ha dato un grande contributo al romancio attraverso la sua intensa partecipazione alla Grande grammatica romancia dell'Alta Engadina e al Wörterbuch Ladinisch-Deutsch-Französisch-Englisch di Anton Velleman. Vellemann divenne il primo direttore del Lyceum Alpinum Zuoz. Nato a Vienna, si interessò alla situazione del dialetto romancio locale. Nel 1915 pubblicò il primo volume della sua grammatica romancia (allora detta ladina) della lingua Putèr. Si trasferì a Ginevra nel 1917, da dove pubblicò la seconda parte della sua grammatica nel 1924. Clementina si recò a Ginevra per aiutarlo a preparare il "Ladinische Notwörterbuch" con traduzioni in tedesco, francese e inglese e numerosi nomi topografici. e demografo. Il libro vebbe pubblicato nel 1929.

### Ultimi anni
Clementina non si sposò mai e rilevò parte della casa di famiglia a Zuoz, mentre suo fratello Alfons e sua moglie Emmy Josty vivevano nel resto della casa. Clementina mantenne il contatto con la sua famiglia allargata e la sua cerchia di amici. Morì all'età di 84 anni il 22 novembre 1942 a Zuoz.

## Premi
- Premio Schiller, 1941

## Pubblicazioni

### Opere
- Grammatica Ladina d’Engiadina Ota per Anton Vellemann. Clementina Gilly come collaboratore – 1915
- Las chasas da Gonda per Rosa Saluz; Rosa Buchli-Brunner; Emma Conrad-Brunner; Lev N. Tolstoj; Gian Gianett Cloetta; Annetta Klainguti-Ganzoni; Babina Rauch-Nudèr; Heinrich Federer; Clementina Gilly; Balser Puorger; Men Rauch; Theodor Storm; Schimun Vonmoos - 1920–1925
- Barba Lureng per Rosa Buchli-Brunner; Emma Conrad-Brunner; Lev N. Tolstoj; Gian Gianett Cloetta; Annetta Klainguti-Ganzoni; Babina Rauch-Nudèr; Heinrich Federer; Clementina Gilly; Balser Puorger; Men Rauch; Theodor Storm - 1921–1924
- Fruonzla per Clementina Gilly (Clio). Bischofberger & Hotzenköcherle, 1926, 83 Seiten
- Dicziunari scurznieu da la lingua ladina pustüt d'Engiadin' Ota cun traducziun tudais-cha, francesa ed inglaisa e numerusas indicaziuns topograficas e demográficas per Anton Velleman. Clementina Gilly come collaboratore – 1929

### Traduzioni
- Sisto e Sesto (Sisto e Sesto) per Heinrich Federer a cura di Clementina Gilly - 1923
- Vaschlèr Basch (Bötjer Basch) per Theodor Storm, a cura di Clementina Gilly - 1924
- Betta + Veronica (la fantschella singulera) per Jeremias Gotthelf, a cura di Clementina Gilly - 1926
- La vacha pugnera; Il barun da Muntatsch per Giachen Michel Nay beinhaltet Il güdesch / da Gian Fontana; La cura miraculusa / dad Auguste Supper; versiun da Clementina Gilli Cu ch'eau pervgnit ad üna duonna / da Fritz Reuter; versiun da Clementina Gilli - 1927-[1931?]
- La cura miraculusa dad per Auguste Supper: Cu ch'eau pervgnit ad üna duonna per Fritz Reuter, a cura di Clementina Gilly - 1929
- Ora d'marz (Tempo di marzo) per Francesco Chiesa, a cura di Clementina Gilly - 1930
- Nies gian Fadri: cumedia en 3 acts (L'ami Fritz) per Emile Erckmann und Alexandre Chatrian, a cura di Clementina Gilly - 1931
- La dumengia dal bapsegner (Der Sonntag des Grossvaters) per Jeremias Gotthelf a cura di Clementina Gilly - 1933
- La truedra (Die Richterin) per Conrad Ferdinand Meyer, a cura di Clementina Gilly - 1937
- Il cop da painch + Frena Zarclunza – Requints (Jätvreni) per Alfons Cortès, Maria Waser, a cura di Clementina Gilli - 1938
- Guglielm Tell (Wilhelm Tell) per Friedrich Schiller a cura di Clementina Gilly - 1940
- Un unic pövel (Rütlischwur für Männerchor) Partitur per Walter Schmid; adaptazione de Wilhelm Tell a cura di Clementina Gilli - zwischen 1940 und 1980
- La Rösa da Sonvih per Chasper Ans Grass L'uvais-ch. Il giast dal Doge und Tina Truog - a cura di Clementina Gilly, - 1943 (posthum veröffentlicht)
- La punt peidra; Galantoms our d'moda a l'ur dal precipizi: trais raquints per Andri Peer; Gian Fontana; D Vonzun; Stefan Zweig; Clementina Gilly; Janett Barblan; Gian Gianett Cloetta; Gian Belsch - 1947–1951
- Sidonia Caplazi per Gian Fontana; D Vonzun; Stefan Zweig; Clementina Gilly; Janett Barblan; Tina Truog-Saluz; Andri Peer; Gian Gianett Cloetta - 1947–1950
- Ils ögls dal frer etern (Die Augen des ewigen Bruders) per Stefan Zweig, a cura di Clementina Gilly - 1948 (postumo)

## Letteratura
- Rico Valär, Annetta Ganzoni, Edith Prescott: Clementina Gilly - Traunter di e not, Chasa Editura Rumantscha, Choira, 2022, ISBN 978-3-03845-081-8.
- Domenica Messmer: Pleds d’Algurdentscha a Clementina Gilly, Annalas da la Societad Retorumantscha #57 (1943) (in Romanisch)